# Pic Long
El Pic Long és una muntanya de 3.192 m d'altitud, amb una prominència de 726 m, que es troba al massís de Nhèuvièlha, al departament dels Alts Pirineus (França). És el punt culminant del massís.
La primera ascensió la va realitzar el duc de Nemours i Marc Sesqué l'agost de l'any 1846. Henri Brulle, Célestin Passet i François Bernat-Salles també el van ascendir el 13 d'agost de 1890.